# Kamalinee Mukherjee
Pour les articles homonymes, voir Mukherjee.
Kamalinee Mukherjee, née le 4 mars 1980 à Calcutta (Inde), est une actrice indienne.
Elle est apparue principalement dans des films télougou ainsi que dans quelques films malayalam et tamouls.

## Biographie
Kamalinee Mukherjee naît le 4 mars 1980 et grandit à Calcutta (Kolkata), en Inde. Son père est ingénieur maritime et sa mère est créatrice de bijoux. Elle est l'aînée de trois frères et sœurs.
En raison de son « amour pour la scène » depuis son enfance, elle joue dans toutes sortes de pièces de théâtre amateurs et professionnelles pendant ses études à l'école et à l'université. D'ailleurs, elle a toujours incarné des personnages masculins dans ces pièces. Outre le théâtre, elle développe un amour pour la lecture, la peinture et l'écriture. Elle suit également plusieurs années de formation en danse Bharatanatyam.
Après avoir obtenu un diplôme en littérature anglaise au Loreto College de Calcutta (Kolkata), elle commence un cours de gestion hôtelière à New Delhi, qu'elle abandonne pour suivre un cours de théâtre à Bombay (Mumbai).
Elle fait ses débuts d'actrice dans Phir Milenge (2004), un film basé sur le thème du SIDA. Elle  apparait ensuite dans le film en télougou Anand, également en 2004.

## Filmographie
| Année | Film                              | Rôle                | Langue                                                       | Notes |
| ----- | --------------------------------- | ------------------- | ------------------------------------------------------------ | --- |
| 2004  | Phir Milenge                      | Tanya Sahni         | Hindi                                                        | Premier film |
| 2004  | Anand (en)                        | Rupa                | Télougou                                                     | Débuts en tant qu'actrice principale ; prix Nandi de la meilleure actrice Nommée au Filmfare Award de la meilleure actrice en télougou |
| 2005  | Meenakshi                         | Meenakshi           | Télougou                                                     | |
| 2006  | Style (en)                        | Priya               | Télougou                                                     | |
| 2006  | Vettaiyaadu Vilaiyaadu (en)       | Kayalvizhi Raghavan | Tamoul                                                       | Débuts en tamoul |
| 2006  | Godavari (en)                     | Seetha Mahalakshmi  |                                                              | Nommée au Filmfare Award de la meilleure actrice en télougou                                                                           |
| 2007  | Classmates (en)                   | Razia               |                                                              | |
| 2007  | Pellaindi Kaani (en)              | Gayatri             |                                                              | |
| 2007  | Happy Days (en)                   | Shreya Madam        | Apparition en caméo                                          | |
| 2008  | Gamyam (en)                       | Janaki              | Nommée au Filmfare Award de la meilleure actrice en télougou | |
| 2008  | Jalsa (en)                        | Indu                | Apparition en caméo                                          | |
| 2008  | Brahmanandam Drama Company (en)   | Arpitha             |                                                              | |
| 2009  | Kadhalna Summa Illai (en)         | Janaki              |                                                              | version partiellement refaite de Gamyam (en)                                                                                           |
| 2009  | Gopi Gopika Godavari (en)         | Gopika              |                                                              | Nommée au Filmfare Award de la meilleure actrice en télougou                                                                           |
| 2010  | Savari (en)                       | Janaki              | Kannada                                                      | Débuts en kannada |
| 2010  | Police Police (en)                | Harika              |                                                              | |
| 2010  | Kutty Shranku (en)                | Pemmena             | Malayalam                                                    | Débuts en malayalam |
| 2010  | Maa Annayya Bangaram (en)         | Manjula             |                                                              | |
| 2010  | Nagavalli (en)                    | Gayathri            |                                                              | |
| 2011  | Virodhi (en)                      | Sunitha             |                                                              | |
| 2012  | Aparajita Tumi (en)               | Ushoshi             | Bengali                                                      | Débuts en bengali |
| 2012  | Shirdi Sai (en)                   | Radhakrishna Bai    |                                                              | |
| 2013  | Natholi Oru Cheriya Meenalla (en) | Prabha Thomas       | Malayalam                                                    | |
| 2013  | Ramachari (en)                    | Geetha              |                                                              | |
| 2013  | Jagadguru Adi Shankara (en)       | Ubhaya Bharathi     | Apparition en caméo                                          | |
| 2014  | Govindudu Andarivadele (en)       | Chitra              |                                                              | |
| 2014  | Cousins (en)                      | elle-même           | Malayalam                                                    | Apparition en caméo - chants |
| 2016  | Iraivi (en)                       | Yazhini             |                                                              | |
| 2016  | Pulimurugan (en)                  | Myna                | Malayalam                                                    | |

## Récompenses et distinctions
- Kamalinee Mukherjee : Récompenses, sur l'Internet Movie Database